# Черданцево
Черда́нцево (рос. Черданцево) — село у складі Сисертського міського округу Свердловської області.
Населення — 586 осіб (2010, 509 у 2002).
Національний склад населення станом на 2002 рік: росіяни — 88 %.